# Raquel Ruiz Centeno
Raquel Ruiz Centeno é uma ex-voleibolista indoor brasileira que desde as categorias de base serviu a Seleção Brasileira de Voleibol Feminino, sendo que na categoria infanto-juvenil conquistou a medalha de ouro nos Sul-Americano de 1982 no Paraguai, assim como o ouro obtido no Sul-Americano de 1984 no Peru na categoria juvenil.Pela seleção principal foi medalha de prata no Sul-Americano de 1985 na Venezuela.

## Carreira
Raquel iniciou a carreia juntamente com a ex-voleibolista Ana Richa, ambas jogaram juntas no Paulistano e foram convocadas para Seleção Brasileira, na categoria infanto-juvenil, para disputar o Campeonato Sul-Americano realizado em Assunção-Paraguai em 1982, ocasião que Raquel obteve o ouro nesta edição.
Em 1984 estava na seleção brasileira novamente, e desta vez na categoria juvenil, conquistando o ouro no Sul-Americano cuja sede foi em Iquitos-Peru.Chegou a seleção principal em 1985, quando disputou o Campeonato Sul-Americano sediado em Caracas-Venezuela e conquistou a medalha de prata.

## Clubes
| Clube      | País   | De   | Até  |
| Paulistano | Brasil | 1984 | 1985 |
| Lufkin EC  | Brasil | 1986 | 1986 |